# Myrmecicultoridae
Myrmecicultoridae Ramírez, Grismado & Ubick, 2019 è una famiglia di ragni appartenente al sottordine Araneomorphae.

## Distribuzione
L'unica specie oggi nota è stata reperita negli Stati Uniti e nel Messico: la Myrmecicultor chihuahuensis è originaria del deserto di Chihuahua, e della zona che va dalla regione del Big Bend agli stati messicani di Coahuila e Aguascalientes.

## Etologia
Gli esemplari rinvenuti sono stati associati a 3 specie di formiche mietitrici: Pogonomyrmex rugosus, Novomessor albisetosis, e Novomessor cockerelli, rinvenute nelle trappole poste.

## Caratteristiche
La specie è priva di cribellum, possiede due artigli tarsali senza dentellatura sugli artigli. I maschi hanno un'apofisi tibiale retrolaterale sui pedipalpi. Alcuni caratteri morfologici suggerivano inizialmente che questi esemplari potessero essere correlati alle Zodariidae o alle Prodidomidae. L'analisi filogenetica molecolare ha però implicato che questo genere forma un clade a parte nell'ambito delle Entelegynae, meritevole dell'istituzione di una famiglia a sé.

## Tassonomia
Il genere Myrmecicultor Ramírez, Grismado & Ubick, 2019 è stato descritto in un lavoro di Ramírez et al., del 2019.
Attualmente, a dicembre 2020, si compone di un genere ed una specie:
- Myrmecicultor chihuahuensis Ramírez, Grismado & Ubick, 2019 - USA, Messico